# Kościół parafialny Notre-Dame-de-l'Assomption w Savigneux
Kościół parafialny Notre-Dame-de-l'Assomption – wzniesiony w 1911 roku. Od 2011 roku posiada status Patrimoine architectural (Mérimée).

## Lokalizacja
Kościół jest zlokalizowany w miejscowości Savigneux, przy 34 Rue de Lyon, w departamencie Loara, w regionie Auvergne-Rhône-Alpes.

## Historia
Plany budowy kościoła w Savigneux pojawiły się pod koniec XIX wieku. Pierwszy projekt powstał w 1885 roku. Pan Bouchet, właściciel Merlieux, zaoferował ziemię, Chazal de Montbrison miał zapewnić kamień ze swojego kamieniołomu w Moingt. Jednak zebrane datki wśród wiernych nie wystarczyły na rozpoczęcie budowy, a księża z Montbrison byli niechętni nowej świątyni. W 1900 roku Rada Miejska powołała komisję mająca na celu poszukiwanie środków na wzniesienie kościoła. Jednak dopiero w 1911 roku z inicjatywy nowego księdza, ojca Jacques’a Blancheta rozpoczęto budowę. Plac pod kościół podarował zakonnik, ojciec Faure będący właścicielem domu i winnicy przy drodze do Lyonu. 26 lutego 1911 roku poświęcono tymczasową kaplicę z małą dzwonnicą. 5 maja 1911 roku architekt Lyonnais Blachier sporządził plany kościoła, zbudować go miał Dubost de Magneux. Kamień węgielny poświęcono 24 września 1911 roku. Latem 1912 roku zakończono budowę wschodniej części kościoła (apsyda, transept i przęsło nawy); prace przerwano na zimę i konsekrowano kościół w sierpniu 1913 roku. Ze względu na duże zadłużenie parafii prace wstrzymano. Opat Pierre Galland (1950–1956) zlecił dobudowanie części planowanej nawy w latach 1950–1954. Pierwotnie planowana dzwonnica nigdy nie została zbudowana. W 1985 roku dokonano naprawy dachu. Kościół  jest własnością diecezji.

## Opis
Kościół wzniesiony jest na planie krzyża łacińskiego, orientowany na wschód. Sklepienie półkoliste kolebkowe. Dach jest dwuspadowy.
Okrągła absydę ze sklepieniem ślepym, przed którą znajduje się przęsło prezbiterium o półkolistym sklepieniu kolebkowym. Ramiona transeptu są sklepione półkoliście, a duże okno ma kopułę. Nawa główna posiada półkoliste sklepienie kolebkowe. Na fasadzie bardzo wąski i niski przedsionek przykryty jest betonowym stropem kasetonowym, na który prowadzą proste zewnętrzne kamienne schody składające się z ośmiu stopni. Kolejne wejście znajduje się w prawym ramieniu transeptu, również poprzedzone prostymi kamiennymi schodami o pięciu stopniach. Pomiędzy ramionami transeptu i prezbiterium usytuowana jest po lewej stronie kotłownia, a po prawej stropowa zakrystia. Bardzo wysokie, wąskie, sąsiadujące ze sobą okna zapewniają dużo światła. Kościół zbudowano z granitowych kamieni z kamieniołomu w Moingt. Filary z niebieskiego granitu pochodzą z kamieniołomu braci Ducreux w Civens. Dekoracja z czerwonej cegły zdobi naroża oraz górny obwód ścian. Dach pokryty jest dachówką.